# Liste der Kulturdenkmäler in Gundheim
In der Liste der Kulturdenkmäler in Gundheim sind alle Kulturdenkmäler der rheinland-pfälzischen Ortsgemeinde Gundheim aufgeführt. Grundlage ist die Denkmalliste des Landes Rheinland-Pfalz (Stand: 25. März 2025).

## Denkmalzonen
| Bezeichnung               | Lage               | Baujahr | Beschreibung                                                                       | Bild |
| ------------------------- | ------------------ | ------- | ---------------------------------------------------------------------------------- | ---- |
| Denkmalzone Hauptstraße 2 | Hauptstraße 2 Lage | 1750    | Hofanlage; barockes Wohnhaus, bezeichnet 1750; Wirtschaftsgebäude, 19. Jahrhundert | BW   |

## Einzeldenkmäler
| Bezeichnung                            | Lage                                                  | Baujahr                    | Beschreibung | Bild                           |
| -------------------------------------- | ----------------------------------------------------- | -------------------------- | --- | ------------------------------ |
| Skulptur                               | Hauptstraße, an Nr. 8 Lage                            | 18. Jahrhundert            | barocke Madonna, 18. Jahrhundert | Fotos hochladen                |
| Katholische Pfarrkirche St. Laurentius | Hauptstraße 12/14 Lage                                | 1901/02                    | neuspätgotische dreischiffige Basilika, 1901/02, Architekt Richard Limpert, Worms; im Kern spätgotischer Westturm; bauliche Gesamtanlage, ortsbildprägend; spätgotische Spolie, barockes Grabkreuz                                                         | weitere Bilder Fotos hochladen |
| Greiffenclauer Amtshof                 | Hauptstraße 21 und 25 Lage                            | Mitte des 18. Jahrhunderts | ehemaliger Greiffenclauer Amtshof, 1741–1744; Nr. 21 ehemaliges Amtshaus, heute Rathaus: eingeschossiger Krüppelwalmdachbau, Nr. 25 ehemaliges Wirtschaftsgebäude: eingeschossiger, im Kern barocker Krüppelwalmdachbau; orts- und städtebaulich bedeutend | Fotos hochladen                |
| Wappenstein                            | Hauptstraße, an Nr. 29 Lage                           | 1506                       | Wappenstein, bezeichnet 1506 | Fotos hochladen                |
| Schulhaus                              | Kirchgasse 1 Lage                                     | 16. Jahrhundert            | ehemalige Schule und Altaristenhaus (?); eingeschossiger spätbarocker Krüppelwalmdachbau, bezeichnet 1782, im Kern eventuell aus dem 16. Jahrhundert | BW                             |
| Wegekreuz                              | Nieder-Flörsheimer Straße, Ecke Sonnenbergstraße Lage | 1842                       | Wegekreuz; am Unterbau Inschriftenplatte, bezeichnet 1842, Schaftkreuz auf Volutensockel, Corpus Galvanoplastik | BW                             |
| Hofanlage                              | Schloßgasse 2 Lage                                    | 1845                       | klassizistischer Vierseithof, bezeichnet 1845; bauliche Gesamtanlage, ortsbildprägend | BW                             |
| Brunnen                                | Schloßgasse, bei Nr. 24 Lage                          | 18. Jahrhundert            | ehemaliger Ziehbrunnen, 18. Jahrhundert | BW                             |
| Burg Gundheim                          | Schloßgasse, an Nr. 54 Lage                           |                            | spätmittelalterliche (?) Mauerreste und Kelleranlage | Fotos hochladen                |
| Hofanlage                              | Weedegasse 2 Lage                                     | 1889                       | Vierseithof in Ecklage mit überbauter Torfahrt, um 1900; Wohnhaus in spätklassizistischen Formen, bezeichnet 1889, nach Plänen Viktor Lindner, Mannheim; Ökonomiebauten, 1901 nach Plänen von Adolf Werner; bauliche Gesamtanlage                          | BW                             |

## Ehemalige Kulturdenkmäler
| Bezeichnung      | Lage                     | Baujahr | Beschreibung | Bild            |
| ---------------- | ------------------------ | ------- | --- | --------------- |
| Bahnhof Gundheim | Bahnhofstraße 16/18 Lage | 1902/03 | ehemaliges Empfangsgebäude; eingeschossiger historisierender Walmdachbau, 1902/03; 2021/2022 saniert: Nutzung als Dorfgemeinschaftshaus; aus Denkmalliste gelöscht | Fotos hochladen |